# Plagiogonus shirahatai
Plagiogonus shirahatai är en skalbaggsart som beskrevs av Takeshiko Nakane 1951. Plagiogonus shirahatai ingår i släktet Plagiogonus och familjen Aphodiidae. Inga underarter finns listade i Catalogue of Life.